# Scyphuliger
Scyphuliger is een geslacht van eenoogkreeftjes uit de familie van de Anchimolgidae. De wetenschappelijke naam van het geslacht is voor het eerst geldig gepubliceerd in 1991 door Humes.

## Soorten
- Scyphuliger aristoides Humes, 1993
- Scyphuliger concavipes Humes, 1991
- Scyphuliger eumorphus Humes, 1993
- Scyphuliger humesi Kim I.H., 2004
- Scyphuliger karangmiensis Kim I.H., 2007
- Scyphuliger latus Kim I.H., 2003
- Scyphuliger longicaudatus Kim I.H., 2003
- Scyphuliger manifestus Humes, 1991
- Scyphuliger paucisurculus Kim I.H., 2003
- Scyphuliger pennatus Kim I.H., 2003
- Scyphuliger pilosus Kim I.H., 2003
- Scyphuliger placidus Kim I.H., 2004
- Scyphuliger tenuatus (Humes, 1990)
- Scyphuliger vicinus Kim I.H., 2004